# Horisme marmorata
Horisme marmorata är en fjärilsart som beskrevs av Paul Dognin 1902. Horisme marmorata ingår i släktet Horisme och familjen mätare. Inga underarter finns listade i Catalogue of Life.